# Пулвама
Пулвама — город и техсил в округе Пулвама в Джамму и Кашмире, Индия. Расположен в 40 км от Сринагара. В округе два колледжа, один в Пулваме и другой в Трале. Яблоки и шафран — основные сельскохозяйственные культуры района.

## География
Пулвама расположена: 33°53′ с. ш. 74°55′ в. д.. Высота центра: 1630 метров.

## Демография
По переписи 2001 года, Пулваму населяют 15,521. Мужчины — 59 % и женщины — 41 %. Уровень грамотности — 62 %, выше, чем средний по стране — 59,5 %: грамотных мужчин — 75 %, и женщин — 43 %. В Пулваме, 10 % населения моложе 6 лет.